# Tobolane Kgarametso
Tobolane „Benny“ Kgarametso (* 30. August 1966) ist ein ehemaliger botswanischer Sprinter.

## Sport
Kgarametso nahm an den Olympischen Sommerspielen 1988 in Seoul teil.
Im Wettkampf über 200 m und in der Staffel über 4 × 400 m schied er jeweils in den Vorläufen aus. In der Staffel lief er mit Joseph Ramotshabi, Kebapetse Gaseitsiwe und Sunday Maweni.